# Liste der Mitglieder der American Academy of Arts and Sciences/1858
Im Jahr 1858 wählte die American Academy of Arts and Sciences 5 Personen zu ihren Mitgliedern.

## Neugewählte Mitglieder
- Luther Vose Bell (1806–1862)
- Henry Bryant (1820–1867)
- Thomas Edwards Clark (–1921)
- Chandler Robbins (1810–1882)
- Horatio Robinson Storer (1830–1922)